# Instituto do Turismo de Portugal
O Instituto do Turismo de Portugal (mais conhecido como Turismo de Portugal ou ITP) é um Instituto Público cuja actividade é exercida sob a tutela do Ministério da Economia e da Inovação e dependência do Secretário de Estado do Turismo, apesar de possuir personalidade jurídica, autonomia administrativa e financeira, e património próprio.
O Instituto do Turismo de Portugal é a Autoridade Turística Nacional responsável por promover, valorizar e sustentabilizar a actividade turística em Portugal. É o conjunto de todas as competências institucionais da dinamização do turismo centradas num só organismo.

## Missão
O Instituto do Turismo de Portugal visa, entre outros, qualificar e desenvolver as infra-estruturas turísticas em Portugal, desenvolver a formação de recursos humanos, apoiar investimentos no sector turístico ou coordenar a promoção interna e externa de Portugal enquanto país de turismo. 